# Bath Rugby Football Club
O Bath Rugby Football Club (também conhecido por Bath Rugby) é um time profissional de rugby da Inglaterra, com sede na cidade de Bath, fundado em 1865.
Venceu seis vezes o Campeonato inglês, uma vez a Copa Heineken, uma vez a Challenge Cup e dez vezes a Copa Anglo-Galesa.

## História
Bath Rugby Football Club é um dos mais antigos clubes existentes, tendo sido fundado em 1865. Na década de 1890, os clubes galeses estavam começando a ser adversários regulares, com Cardiff e Penarth aparecendo regularmente no calendário de jogos. O clube jogou seu primeiro jogo contra adversários do exterior em 1907, quando Racing Club de Bordelais atravessou o Canal da Mancha para jogar no Recreation Ground. Já em 1954 fez sua primeira turnê ao exterior, derrotando as equipes francesas do St. Claude (23-3), Givors (9-6) e Tour du Pin (17-0).
A viagem foi repetida no ano seguinte com vitórias contra St. Claude (13-8), Dijon (14-0) e Macon (8-3).
Em 1984, o primeiro de dez sucessos na Copa Anglo-Galesa foi conseguido, sobre os vizinhos e rivais do Bristol Rugby. O Bath Rugby dominou este Copa (a John Player Special Cup) vencendo quatro anos seguidos, de 1984 a 1987. O patrocinador da Copa foi alterado (para Pilkington Cup), e depois de um intervalo sem vencer, em 1988, dominou a Copa ganhando ainda por seis vezes, em oito edições que foram realizadas entre 1989 e 1996.
A Premier League teve início em 1986 e o Bath Rugby dominou estes primeiros anos vencendo seis vezes em oito anos e fazendo o "double" quatro vezes. O time do Sudoeste da Inglaterra foi uma força imparável em 1988/89 e ficou com o título da Premiership, tendo vencido os dez primeiros de seus onze jogos da Liga. Sua única derrota foi em Leicester no último jogo da temporada, quando, com o título já conquistado, o clube descansou vários jogadores importantes. As duas equipes se encontraram novamente uma semana depois, na final da Club Championship Cup, em Twickenham, quando Bath ganhou por 10-6, tornando-se o primeiro clube inglês a conquistar na mesma temporada ambos os campeonatos, a Liga e a Copa.
Em 1990 viu o último dos seis consecutivos títulos da Copa, em Twickenham, ganhando na final por 48-6 de Gloucester, seus históricos rivais do norte. Indiscutivelmente foi o mais "profissional" clube amador na história do rugby inglês, Bath tem se esforçado para repetir as conquistas dos anos oitenta e começo dos noventa, após outros clubes começarem também a pagar seus jogadores.
Em Maio de 1996, Bath Rugby e Wigan RLFC fizeram história jogando a Clash of the Codes. A primeira partida foi em Maine Road, Manchester sob as regras da Rugby League - Resultado Wigan venceu Bath por 82-6 e, então, duas semanas depois no jogo de volta sob as regras da Rugby Union foi realizada outra partida em Twickenham - Resultado: Bath derrota Wigan 44-19.
Na temporada 1997-98 obteve o maior título de sua história, a Copa Heineken, numa épica partida contra o CA Brive, disputada em territorio francês, na cidade de Bordeaux. Joe Callard, histórico jogador dos Blue, Black & White fez todos os pontos da equipe naquele dia que culminou com a vitória por 19 a 18 sobre os então campeões.
Após as décadas de vitórias, o Bath Rugby experimentou um começo difícil do Século XXI. Durante as temporadas de 2001-02 e 2002-03 o clube terminou o campeonato inglês na décima primeira (penúltima) posição, em ambos os anos, evitando o rebaixamento em 2003, graças ao saldo dos pontos. Além disso, passou por dificuldades financeiras, tanto que o clube esteve planejando fundir-se com o Bristol Rugby. No entanto, o clube decidiu investir pesado na contratação com a chegada de 15 novos jogadores. Jack Rowell, voltou à liderança do clube e John Connolly, então treinador, fez um recrutamento cuidadoso e relevante. Esta mudança teve um efeito dramático e surpreendente. Doze meses depois de evitar o rebaixamento do nada, o clube terminou no topo da tabela em 2003-04. O clube não foi campeão, no entanto, porque a fórmula da disputa mudou e o título passou a ser disputado na forma de playoffs. Então o Bath acabou perdendo o campeonato final contra os Wasps, com um resultado na final de 10-6.
A temporada 2004-05 esteve em consonância com a história do Bath Rugby, reencontrando-se como uma grande equipe obtendo o quarto lugar no campeonato e chegando pela décima primeira vez à final da copa contra uma equipe de Leeds supostamente mais frágil, que acabou vencendo pelo placar de 20-12, tendo esta sido a primeira e única derrota até então em finais da Copa Anglo-Galesa sofrida pelo Bath Rugby.
Nos anos de 2003 e 2007 acumulou dois vice-campeonatos na European Challenge Cup, perdendo para os ingleses do London Wasps e os franceses do ASM Clermont, respectivamente. Já em 2008, com uma campanha invicta, obteve seu primeiro título desta Copa vencendo seus conterrâneos do Worcester Warriors, com a final sendo disputada na cidade de Gloucester.
Foi anunciado dia 14 de abril de 2010 a compra do clube por Bruce Craig, multi-milionário que fez fortuna na área de finanças. Seu objetivo é ter o Bath Rugby no topo do rugby europeu. Sua prioridade naquele momento era construir um novo estádio.
No ano de 2014 o clube voltou a uma final, desde o título da European Challenge Cup (Copa Desafio Europeu) em 2008, sendo novamente na ECC e coincidentemente contra outro clube inglês, desta vez o Northampton Saints.

## Estádio
O Bath Rugby joga no Recreation Ground, também conhecido como "The Rec". O estádio é no centro da cidade, ao lado do rio Avon. A partir da temporada 2010-11 a sua capacidade foi ampliada para 12.300 lugares, com o Bath Rugby jogando todos os seus jogos como equipe mandante no "The Rec". Durante o verão (maio a agosto), o local é ajustado para torná-lo capaz de realizar as partidas de críquete. Este campo de jogo, adaptado para o críquete, é utilizado para competições locais e pelo Somerset County Cricket Club, este último realizando um jogo por ano.

## Títulos
- Copa Heineken :
  - Campeão (1) : 1997-98.
- European Challenge Cup :
  - Campeão (1) : 2007-08.
  - Vice-Campeão (3) : 2002-03, 2006-07 e 2013-14.
- English Premiership :
  - Campeão (6) : 1988-89, 1990-91, 1991-92, 1992-93, 1993-94 e 1995-96.
  - Vice-Campeão (5) : 1994-95, 1996-97, 1999-00, 2000-01 e 2003-04
- Copa Anglo-Galesa (John Player Cup / Pilkington Cup) :
  - Campeão (10) : 1984, 1985, 1986, 1987, 1989, 1990, 1992, 1994, 1995 e 1996.
  - Vice-Campeão (1) : 2005.
- Middlesex Sevens :
  - Campeão (1) : 1994

## As Finais do Bath Rugby

### Copa Heineken
| Data da final   | Vencedor   | Placar  | Finalista | Local                  | Espectadores |
| 31 janeiro 1998 | Bath Rugby | 19 - 18 | CA Brive  | Parc Lescure, Bordeaux | 36,500       |

### European Challenge Cup
| Data da final | Vencedor           | Placar  | Finalista          | Local                         | Espectadores |
| 25 maio 2003  | London Wasps       | 48 - 28 | Bath Rugby         | Madejski Stadium, Reading     | 18,074       |
| 19 maio 2007  | ASM Clermont       | 22 - 16 | Bath Rugby         | The Stoop, Londres            | 10,134       |
| 25 maio 2008  | Bath Rugby         | 24 - 16 | Worcester Warriors | Kingsholm Stadium, Gloucester | 16,157       |
| 23 maio 2014  | Northampton Saints | 30 - 16 | Bath Rugby         | Cardiff Arms Park, Cardiff    | 12.843       |

### Campeonato Inglês (English Premiership)
| Data da final | Vencedor         | Placar  | Finalista  | Local               | Espectadores |
| 13 maio 2001  | Leicester Tigers | 20 - 10 | Bath Rugby | Twickenham, Londres | 33,500       |
| 29 maio 2004  | London Wasps     | 10 - 6  | Bath Rugby | Twickenham, Londres | 59,500       |

### Copa Anglo-Galesa
| Data da final | Vencedor    | Placar  | Finalista        | Local               | Espectadores |
| 28 abril 1984 | Bath Rugby  | 10 - 9  | Bristol Rugby    | Twickenham, Londres |              |
| 27 abril 1985 | Bath Rugby  | 24 - 15 | London Welsh     | Twickenham, Londres |              |
| 26 abril 1986 | Bath Rugby  | 25 - 17 | Wasps RFC        | Twickenham, Londres |              |
| 2 maio 1987   | Bath Rugby  | 19 - 12 | Wasps RFC        | Twickenham, Londres |              |
| 1989          | Bath Rugby  | 10 - 6  | Leicester Tigers |                     |              |
| 1990          | Bath Rugby  | 48 - 6  | Gloucester RFC   |                     |              |
| 1992          | Bath Rugby  | 15 - 12 | Harlequins       |                     |              |
| 1994          | Bath Rugby  | 21 - 9  | Leicester Tigers |                     |              |
| 1995          | Bath Rugby  | 36 - 16 | Wasps RFC        |                     |              |
| 5 maio 1996   | Bath Rugby  | 16 - 15 | Leicester Tigers | Twickenham, Londres | 75,000       |
| 16 abril 2005 | Leeds Tykes | 20 - 12 | Bath Rugby       | Twickenham, Londres | 60,347       |

## Confrontos na Heineken Cup
Os adversários do Bath Rugby na Heineken Cup (1996/97 a 2011/12) em suas 11 participações no torneio.
| EQUIPE                                      | JOGOS | VITÓRIAS | EMPATES | DERROTAS | PTS FAVOR | PTS CONTRA |
| Glasgow                                     | 6     | 5        | 0       | 1        | 164       | 130        |
| Leinster                                    | 6     | 1        | 0       | 5        | 119       | 181        |
| Edinburgh                                   | 5     | 4        | 0       | 1        | 131       | 60         |
| Biarritz Olympique                          | 5     | 2        | 0       | 3        | 84        | 75         |
| Bourgoin                                    | 4     | 4        | 0       | 0        | 106       | 50         |
| Swansea                                     | 4     | 3        | 0       | 1        | 91        | 40         |
| Newport Gwent Dragons                       | 4     | 3        | 0       | 1        | 83        | 59         |
| Toulouse                                    | 4     | 1        | 1       | 2        | 63        | 67         |
| Ulster                                      | 4     | 0        | 0       | 4        | 62        | 102        |
| Benetton Treviso                            | 3     | 2        | 0       | 1        | 120       | 63         |
| Brive                                       | 3     | 2        | 0       | 1        | 58        | 72         |
| Pontypridd                                  | 3     | 2        | 0       | 1        | 50        | 44         |
| Petrarca                                    | 2     | 2        | 0       | 0        | 97        | 15         |
| Aironi                                      | 2     | 2        | 0       | 0        | 77        | 22         |
| Border Reivers                              | 2     | 2        | 0       | 0        | 58        | 40         |
| Castres Olympique                           | 2     | 2        | 0       | 0        | 57        | 32         |
| Cardiff                                     | 2     | 1        | 0       | 1        | 51        | 43         |
| Montpellier                                 | 2     | 1        | 0       | 1        | 38        | 37         |
| Leicester Tigers                            | 2     | 1        | 0       | 1        | 30        | 32         |
| Munster                                     | 2     | 1        | 0       | 1        | 27        | 36         |
| Stade Français                              | 2     | 0        | 0       | 2        | 40        | 44         |
| Dax                                         | 1     | 1        | 0       | 0        | 25        | 16         |
| Pau                                         | 1     | 1        | 0       | 0        | 20        | 14         |
| Llanelli                                    | 1     | 0        | 0       | 1        | 10        | 27         |
| TOTAL                                       | 72    | 43       | 1       | 28       | 1,661     | 1,301      |
| Última atualização: 14 de fevereiro de 2012 |       |          |         |          |           |            |

## Equipe atual (2014/2015)
| Nome                                   | Posição                | Nascimento              | Nacionalidade esportiva | Convocações (pontos marcados) | Clube anterior         | Chegada ao clube |
| Ross Batty                             | Hooker                 | 20 de setembro de 1986  | Inglaterra              | -                             | formado no clube       | 2006*            |
| Rob Webber                             | Hooker                 | 1º de agosto de 1986    | Inglaterra              | 12 (5)                        | London Wasps           | 2012             |
| Nick Auterac                           | Pilar                  | 12 de outubro de 1992   | Inglaterra              | -                             | Saracens               | 2014             |
| Nathan Catt                            | Pilar                  | 6 de fevereiro de 1988  | Inglaterra              | -                             | formado no clube       | 2009*            |
| Paul James                             | Pilar                  | 13 de maio de 1982      | País de Gales           | 60 (0)                        | Ospreys                | 2012             |
| Kane Palma-Newport                     | Pilar                  | 26 de outubro de 1990   | Inglaterra              | -                             | formado no clube       | 2011*            |
| Juan Pablo Orlandi                     | Pilar                  | 20 de junho de 1983     | Argentina               | 15 (0)                        | Racing Metro           | 2013             |
| Henry Thomas                           | Pilar                  | 30 de outubro de 1991   | Inglaterra              | 7 (0)                         | Sale Sharks            | 2014             |
| David Wilson                           | Pilar                  | 9 de abril de 1985      | Inglaterra              | 41 (5)                        | Newcastle Falcons      | 2009             |
| David Attwood                          | Segunda Linha / Oitavo | 5 de abril de 1987      | Inglaterra              | 20 (0)                        | Gloucester RFC         | 2011             |
| Dominic Day                            | Segunda Linha          | 22 de agosto de 1985    | País de Gales           | -                             | Scarlets               | 2012             |
| Matt Garvey                            | Segunda Linha          | 23 de outubro de 1987   | Inglaterra              | -                             | London Irish           | 2013             |
| Stuart Hooper                          | Segunda Linha          | 18 de novembro de 1981  | Inglaterra              | -                             | Leeds Carnegie         | 2008             |
| Will Spencer                           | Segunda Linha          | 30 de maio de 1992      | Inglaterra              | -                             | formado no clube       | 2012*            |
| François Louw                          | Asa Cego               | 15 de junho de 1985     | África do Sul           | 34 (25)                       | Stormers               | 2011             |
| Alafoti Fa'osiliva                     | Asa Cego / Asa Aberto  | 28 de outubro de 1985   | Samoa                   | 12 (20)                       | Bristol Rugby          | 2013             |
| Carl Fearns                            | Asa Cego / Asa Aberto  | 28 de maio de 1989      | Inglaterra              | -                             | Sale Sharks            | 2011             |
| Dave Sisi                              | Asa Cego / Asa Aberto  | 5 de fevereiro de 1993  | Inglaterra              | -                             | London Irish           | 2013             |
| Guy Mercer                             | Asa Aberto             | 12 de dezembro de 1989  | Inglaterra              | -                             | formado no clube       | 2010*            |
| Leroy Houston                          | Oitavo                 | 10 de novembro de 1986  | Austrália               | -                             | US Colomiers           | 2013             |
| Chris Cook                             | Scrum-half             | 16 de abril de 1991     | Inglaterra              | -                             | formado no clube       | 2011*            |
| Martin Roberts                         | Scrum-half             | 6 de junho de 1986      | País de Gales           | 3 (0)                         | Northampton Saints     | 2013             |
| Peter Stringer                         | Scrum-half             | 13 de dezembro de 1977  | Irlanda                 | 98 (30)                       | Munster                | 2013             |
| Micky Young                            | Scrum-half             | 31 de dezembro de 1988  | Inglaterra              | -                             | Leicester Tigers       | 2013             |
| George Ford                            | Abertura               | 16 de março de 1993     | Inglaterra              | 11 (109)                      | Leicester Tigers       | 2013             |
| Gavin Henson                           | Abertura               | 1º de fevereiro de 1982 | País de Gales           | 33 (130)                      | London Welsh           | 2013             |
| Ollie Devoto                           | Abertura / Centro      | 22 de setembro de 1993  | Inglaterra              | -                             | formado no clube       | 2012*            |
| Jonathan Joseph                        | Centro                 | 21 de maio de 1991      | Inglaterra              | 11 (20)                       | London Irish           | 2013             |
| Ben Williams                           | Centro                 | 28 de maio de 1989      | Inglaterra              | -                             | formado no clube       | 2009*            |
| Horacio Agulla                         | Centro / Ponta         | 22 de outubro de 1984   | Argentina               | 58 (25)                       | Leicester Tigers       | 2012             |
| Matt Banahan                           | Centro / Ponta         | 30 de dezembro de 1986  | Inglaterra              | 16 (20)                       | formado no clube       | 2007*            |
| Sam Burgess                            | Centro / Ponta         | 14 de dezembro de 1988  | Inglaterra              | -                             | South Sydney Rabbitohs | 2014             |
| Kyle Eastmond                          | Centro / Ponta         | 17 de julho de 1989     | Inglaterra              | 6 (5)                         | St Helens RLFC         | 2011             |
| Semesa Rokoduguni                      | Centro / Ponta         | 28 de agosto de 1987    | Inglaterra              | 1 (0)                         | Bath United            | 2012             |
| Olly Woodburn                          | Ponta                  | 18 de novembro de 1991  | Inglaterra              | -                             | formado no clube       | 2011*            |
| Luke Arscott                           | Fullback               | 7 de julho de 1984      | Inglaterra              | -                             | Exeter Chiefs          | 2014             |
| Anthony Watson                         | Fullback               | 26 de fevereiro de 1994 | Inglaterra              | 9 (10)                        | London Irish           | 2013             |
| Última atualização: 22 de maio de 2015 |                        |                         |                         |                               |                        |                  |

(*) Primeira partida como profissional após sair da Academia do Bath Rugby.

## Jogadores Célebres
| - Federico Méndez - Ignacio Fernández Lobbe - Chris Malone - Shaun Berne - Butch James - Michael Claassens - Eric Peters - Dan Lyle - Nicky Little - Alessio Galasso - David Bory - Adedayo Adebayo | - Andy Robinson - Audley Lumsden - Ben Clarke - Danny Grewcock - David Barnes - Iain Balshaw - Jeremy Guscott - Jon Hall - Jon Callard - Jonathan Webb - Lee Mears - Lewis Moody | - Martin Haag - Matt Perry - Matt Stevens - Michael Lipman - Mike Catt - Mike Tindall - Nigel Redman - Olly Barkley - Phil de Glanville - Richard Hill - Simon Halliday - Steve Borthwick | - Steve Ojomoh - Stuart Barnes - Tony Swift - Victor Ubogu - Kevin Maggs - Joe Maddock - Gareth Cooper - Gareth Delve - Ieuan Evans - Eliota Fuimaono-Sapolu - Jonny Fa'amatuainu |